# Journey Newson
Journey Newson (Hayford, 7 de março de 1989) é um lutador americano de artes marciais mistas, atualmente competindo no peso galo do Ultimate Fighting Championship.

## Carreira no MMA

### Ultimate Fighting Championship
Newson fez sua estreia no UFC substituindo Sergio Pettis contra Ricardo Ramos em 29 de junho de 2019 no UFC on ESPN: Ngannou vs. dos Santos.. Ele perdeu a luta por decisão unânime.
Newson em seguida enfrentou Domingo Pilarte no UFC 247: Jones vs. Reyes em 8 de fevereiro de 2020. Ele venceu por nocaute em apenas 38 segundos. Entretanto, em 25 de março, foi anunciado pelo TDLR que Journey Newson havia testado positivo para maconha. Sua vitória foi mudada para um “no contest” (sem resultado) e ele foi suspenso por 90 dias, além de uma multa em valor não divulgado pela comissão.
Newson enfrentou Randy Costa em 19 de setembro de 2020 no UFC Fight Night: Covington vs. Woodley Ele perdeu por nocaute no primeiro round.

## Cartel no MMA
| Cartel no MMA   |            |            |
| 13 lutas        | 9 vitórias | 3 derrotas |
| Por nocaute     | 3          | 2          |
| Por finalização | 3          | 0          |
| Por decisão     | 3          | 1          |
| No contest      | 1          | 1          |

| Res.    | Cartel  | Oponente        | Método                    | Evento                                 | Data       | Round | Tempo | Local                  | Notas                                                                                      |
| ------- | ------- | --------------- | ------------------------- | -------------------------------------- | ---------- | ----- | ----- | ---------------------- | ------------------------------------------------------------------------------------------ |
| Derrota | 9–3 (1) | Randy Costa     | Nocaute (chute na cabeça) | UFC Fight Night: Covington vs. Woodley | 19/09/2020 | 1     | 0:41  | Las Vegas, Nevada      |                                                                                            |
| NC      | 9–2 (1) | Domingo Pilarte | Sem resultado (mudado)    | UFC 247: Jones vs. Reyes               | 08/02/2020 | 1     | 0:38  | Houston, Texas         | Originalmente vitória por nocaute de Newson; mudado após ele testar positivo para maconha. |
| Derrota | 9–2     | Ricardo Ramos   | Decisão (unânime)         | UFC on ESPN: Ngannou vs. dos Santos    | 29/06/2019 | 3     | 5:00  | Minneapolis, Minnesota |                                                                                            |
| Vitória | 9–1     | Soslan Abanokov | Nocaute (soco)            | Final Fight Championship 36            | 09/05/2019 | 1     | 1:20  | Las Vegas, Nevada      |                                                                                            |
| Vitória | 8–1     | Chris SanJose   | Nocaute técnico (socos)   | Prime Fighting 11                      | 10/11/2018 | 2     | 4:41  | Ridgefield, Washington | Ganhou o Cinturão Peso Galo do Prime Fighting.                                             |
| Vitória | 7–1     | Tycen Lynn      | Decisão (unânime)         | Combat Games 60                        | 17/02/2018 | 3     | 5:00  | Tulalip, Washington    |                                                                                            |
| Vitória | 6–1     | Anthony Zender  | Nocaute técnico (socos)   | CageSport 46                           | 15/07/2017 | 2     | 0:24  | Tacoma, Washington     | Ganhou o Cinturão Peso Galo do CageSport.                                                  |
| Vitória | 5–1     | Jordan Mackin   | Finalização (mata-leão)   | CageSport 44                           | 25/02/2017 | 3     | 4:55  | Tacoma, Washington     |                                                                                            |
| Vitória | 4–1     | Anthony Zender  | Finalização (guilhotina)  | CageSport 43                           | 17/12/2016 | 3     | 1:27  | Tacoma, Washington     |                                                                                            |
| Derrota | 3–1     | Benito Lopez    | Nocaute (socos)           | KOTC: Unchallenged                     | 08/10/2016 | 1     | 3:04  | Oroville, California   |                                                                                            |
| Vitória | 3–0     | Shane Friesz    | Decisão (unânime)         | Super Fight League 49                  | 07/05/2016 | 3     | 5:00  | Tacoma, Washington     |                                                                                            |
| Vitória | 2–0     | Justin Hugo     | Finalização (triângulo)   | Super Fight League 45                  | 12/12/2015 | 1     | 2:17  | Tacoma, Washington     |                                                                                            |
| Vitória | 1–0     | Damon Wood      | Decisão (unânime)         | KOTC: Rogue Wave                       | 05/09/2015 | 3     | 5:00  | Lincoln City, Oregon   | Estreia nos Galos.                                                                         |